# Dorfkirche Mangelsdorf

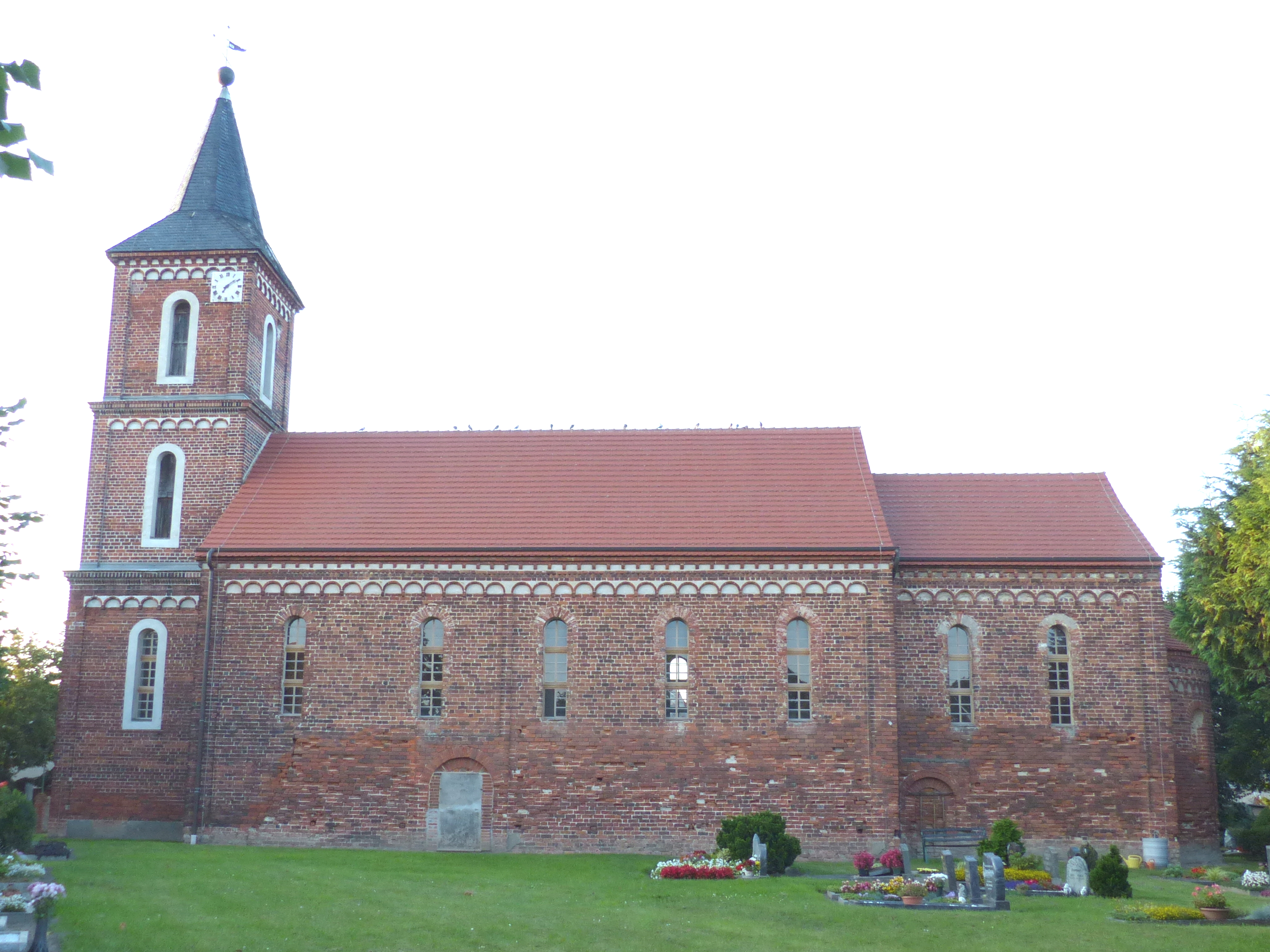
Dorfkirche Mangelsdorf

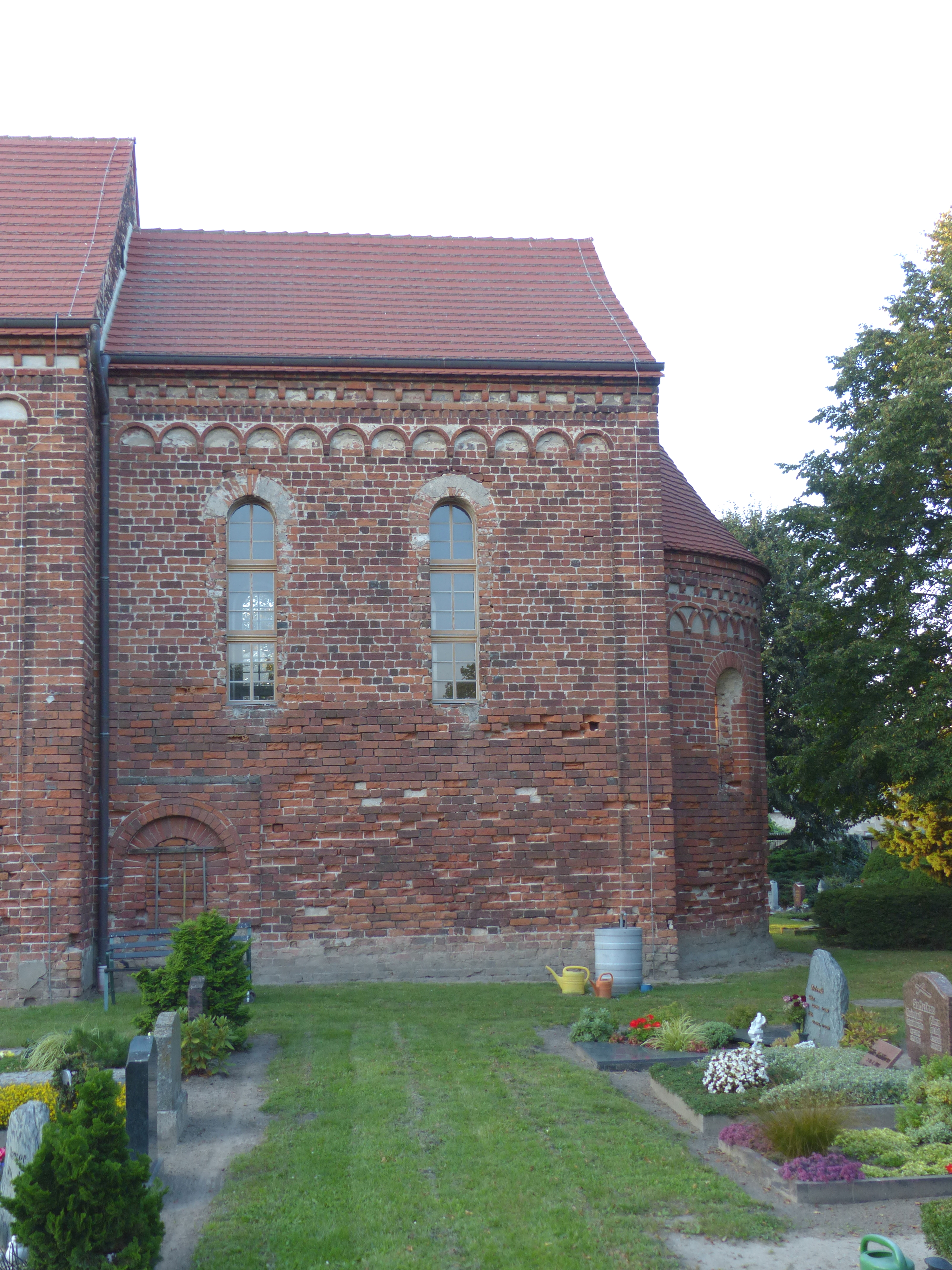
Chor mit vermauerter Priesterpforte und Apsis

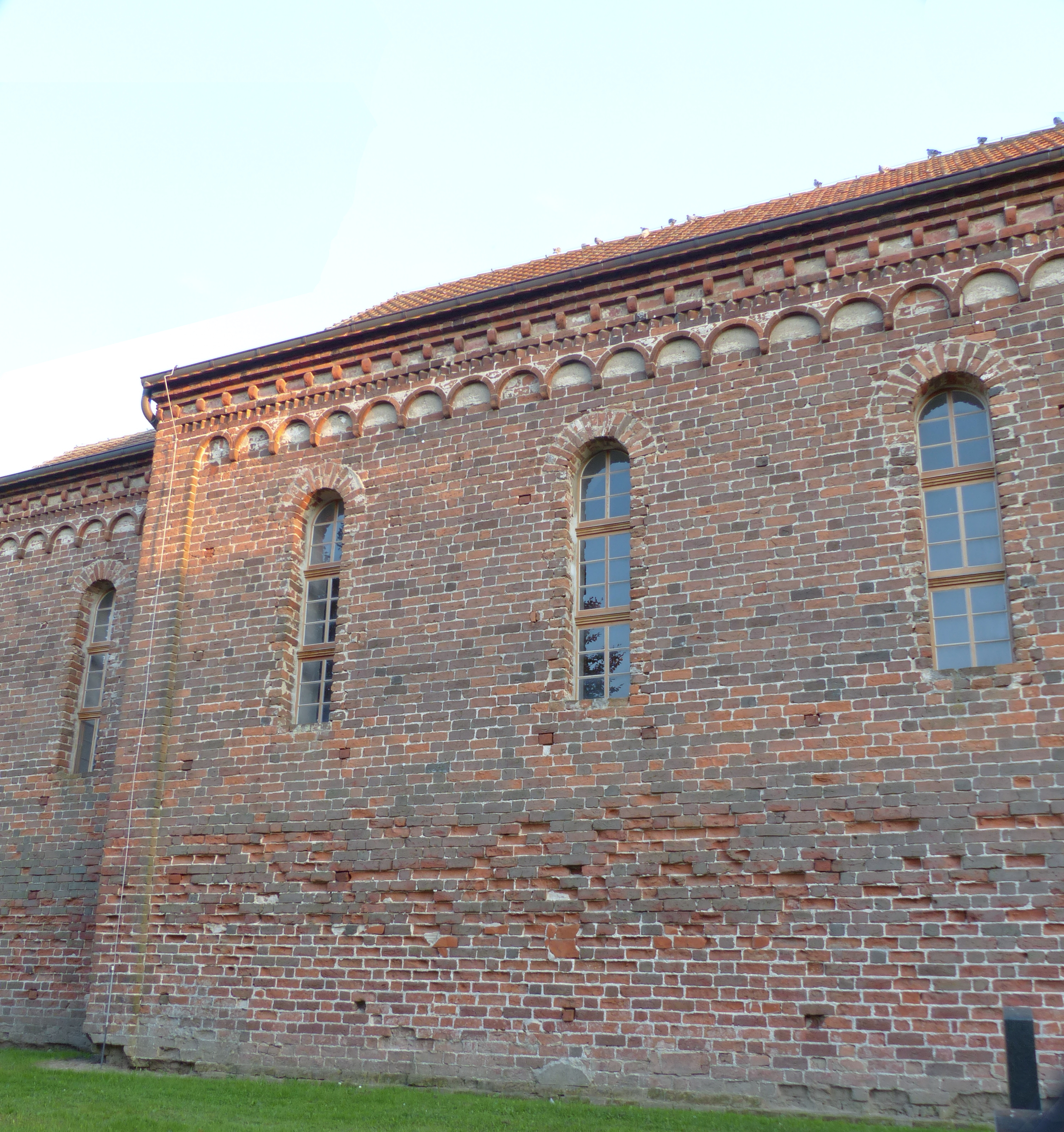
Nordseite des Schiffes

Die evangelische Dorfkirche Groß Mangelsdorf ist eine romanische Saalkirche im Ortsteil Groß Mangelsdorf der Gemeinde Jerichow im Landkreis Jerichower Land in Sachsen-Anhalt. Sie gehört zum Pfarrbereich Jerichow im Kirchenkreis Stendal der Evangelischen Kirche in Mitteldeutschland (EKMD).

## Geschichte und Architektur
Die stattliche romanische Saalkirche ist in sehr sorgfältig ausgeführtem Mauerwerk aus Backstein erbaut. Sie besteht aus einem gestreckten Schiff, einem eingezogenen Rechteckchor und einer halbkreisförmigen Apsis vom Ende des 12. Jahrhunderts. An allen drei Bauteilen sind die aus den Ecklisenen entwickelten Schmuckfriese (Rundbogenfries, Zahnschnitt und Konsolfries) gut erhalten. Von den romanischen Eingängen in Rechteckvorlagen sind das südliche und westliche Schiffsportal sowie die Priesterpforte in der Chorsüdwand heute vermauert. Die Apsis wird durch zwei lisenenartige Halbrundstäbe gegliedert. Nach einem Dachstuhlbrand im Jahr 1822 wurden die Fenster bis 1823 verändert und 1831 über dem Westteil ein in Proportionen und Material angepasster, quadratischer Westturm im Stil der spätklassizistischen Berliner Schule vorgesetzt. Das Innere ist flachgedeckt; der Triumph- und Apsisbogen sind rundbogig und gestuft gebildet; eine Westempore ist eingebaut.

## Ausstattung
Eine schlichte hölzerne Kanzel aus dem 18. Jahrhundert zeigt in den Füllungen die Evangelisten, die vermutlich in der Restaurierungsphase der 1820er Jahre übermalt wurden. Auf der Westempore wird ein stark beschädigtes Gemälde mit der Darstellung der Himmelfahrt Mariä aufbewahrt. Außen im Südportal ist ein stark verwitterter Figurengrabstein aus der Zeit um 1562 angebracht.